# Ferrum 47

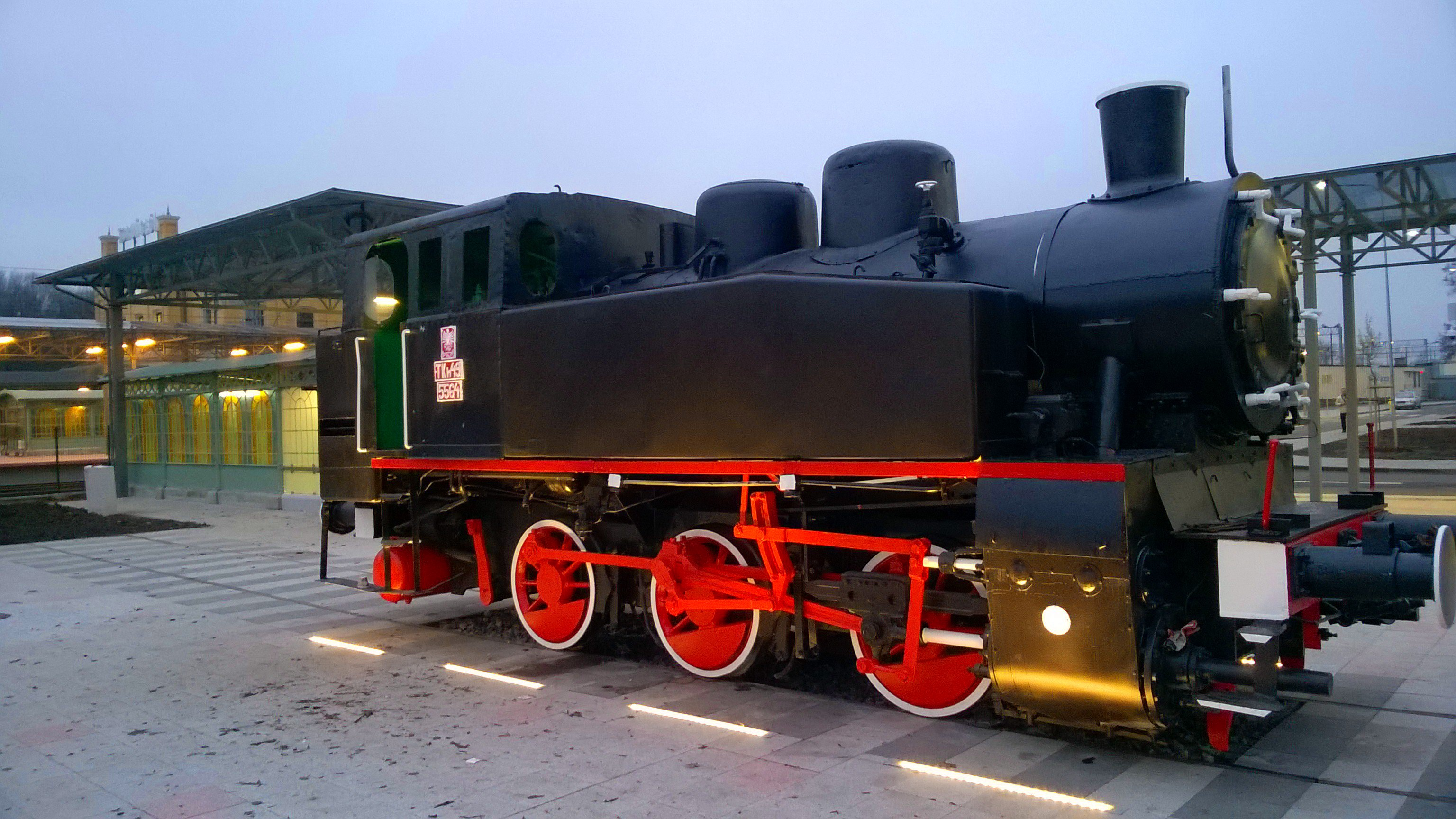
Parowóz TKh 5564 na stacji Toruń Główny

Ferrum 47 (T3A, TKh49) – typ przemysłowych parowozów o układzie osi C (0-3-0) produkowany w latach 1948–1961 przez Fablok w Chrzanowie dla kolei przemysłowych. Nosił fabryczne oznaczenie typu T3A i znany był pod nazwą Ferrum 47, a przez użytkowników był oznaczany zgodnie z polskim systemem oznaczeń parowozów jako TKh. Jeden egzemplarz został na PKP oznaczony serią TKh49.

## Historia
Parowóz typu T3A został zaprojektowany po II wojnie światowej w Fabloku w Chrzanowie na podstawie dokumentacji przedwojennej lokomotywy tych zakładów Ferrum 29 (T2A), wywodzącej się częściowo, w zakresie podwozia, z konstrukcji austriackiej. Nazwa typu pochodziła od Huty Ferrum, na której zamówienie wykonano pierwsze parowozy Ferrum 29, i roku opracowania. Powojenny typ T3A, powszechnie znany jako typ Ferrum 47, był uproszczony i tańszy w produkcji, wobec dużego zapotrzebowania kraju na parowozy przemysłowe. Zrezygnowano z przegrzewacza pary, wskutek czego parowóz miał nieco niższą moc (400 KM wobec 450 KM), a w konstrukcji wprowadzono częściowo spawanie. Modyfikacją był Ferrum 724, różniący się szczegółami i o konstrukcji spawanej wraz z kotłem. W latach 1948–1961 wyprodukowano co najmniej 437 tych parowozów (sprawozdanie ogólne Fabloku mówiło o 480 sztukach, lecz nie jest to szczegółowo potwierdzone).

## Konstrukcja
Przesuwna trzecia oś parowozu zapewniała kursowanie po bocznicy zakładowej o promieniu 70 metrów. Silnik parowy posiadał suwaki tłokowe oraz smarotłocznie Friedmanna. W parowozie zamontowano kocioł wyprodukowany przez Sosnowieckie Zakłady Budowy Kotłów. Kocioł z szerokim stojakiem półpromienistym ustawionym nad ostoją w specjalnym wykroju miał stalową skrzynię ogniową. Do zasilania kotła wykorzystywano dwa inżektory Friedmanna. Parowozy posiadały blaszaną ostoję wykonaną z ostojnic grubości 28 milimetrów zawieszoną na płaskich sprężynach. Połączenie sprężyn drugiej oraz trzeciej osi dawało czteropunktowe podparcie parowozu.

## Eksploatacja
Pierwsze 17 parowozów zostało wyprodukowanych w 1948 roku, a ogółem wiadomo o dostarczeniu do polskich odbiorców 371 parowozów. 66 dalszych wyprodukowano na eksport – do kolei przemysłowych w Chinach (60 w latach 1958–60), Rumunii (3 w 1953 roku) i na Węgrzech (3 w 1959 roku). Trafiały głównie do kopalni i hut, a ponadto do cementowni, zakładów chemicznych i innych dużych zakładów przemysłowych. Parowozy eksploatowano na bocznicach zakładów przemysłowych do połowy lat 90. XX wieku. Przez użytkowników parowozy były oznaczane symbolem serii TKh, zgodnym z polskim systemem oznaczeń parowozów, połączonym z numerem fabrycznym parowozu lub kotła.
Parowóz TKh 5695 eksploatowany dawniej w hucie Florian w Świętochłowicach w 1996 roku został eksponatem skansenu w Chabówce i jedynym parowozem tego typu na inwentarzu PKP, oznakowany jako TKh49-1, a zarazem ostatnim parowozem przejętym przez PKP. 

## Lista parowozów typu Ferrum zachowanych w Polsce
| Pojazd          | Rok produkcji | Producent | Miejscowość      | Stan     |
| --------------- | ------------- | --------- | ---------------- | -------- |
| TKh 643         | 1949          | Fablok    | Jaworzyna Śląska | eksponat |
| TKh 2191        | 1950          | Fablok    | Białowieża       | eksponat |
| TKh 2873        | 1951          | Fablok    | Pyskowice        | wrak     |
| TKh 2942        | 1951          | Fablok    | Węgliniec        | pomnik   |
| TKh 2949        | 1952          | Fablok    | Skierniewice     | eksponat |
| TKh 05353       | 1953          | Fablok    | Wolsztyn         | sprawny  |
| TKh 3140        | 1954          | Fablok    | Kościerzyna      | eksponat |
| TKh 3145        | 1954          | Fablok    | Sosnowiec        | pomnik   |
| Huta Szczecin 6 | 1958          | Fablok    | Szczecin         | pomnik   |
| TKh 4027        | 1955          | Fablok    | Karsznice        | eksponat |
| TKh 0175        | 1957          | Fablok    | Chabówka         | eksponat |
| TKh 5376        | 1956          | Fablok    | Jarocin          | wrak     |
| TKh 5380        | 1956          | Fablok    | Pyskowice        | wrak     |
| TKh 5564        | 1956          | Fablok    | Toruń            | pomnik   |
| TKh49-1         | 1961          | Fablok    | Chabówka         | eksponat |
| TKh 5697        | 1961          | Fablok    | Pyskowice        | eksponat |
| TKh 5699        | 1961          | Fablok    | Tczew            | pomnik   |

Parowozy TKh 49 za granicą:

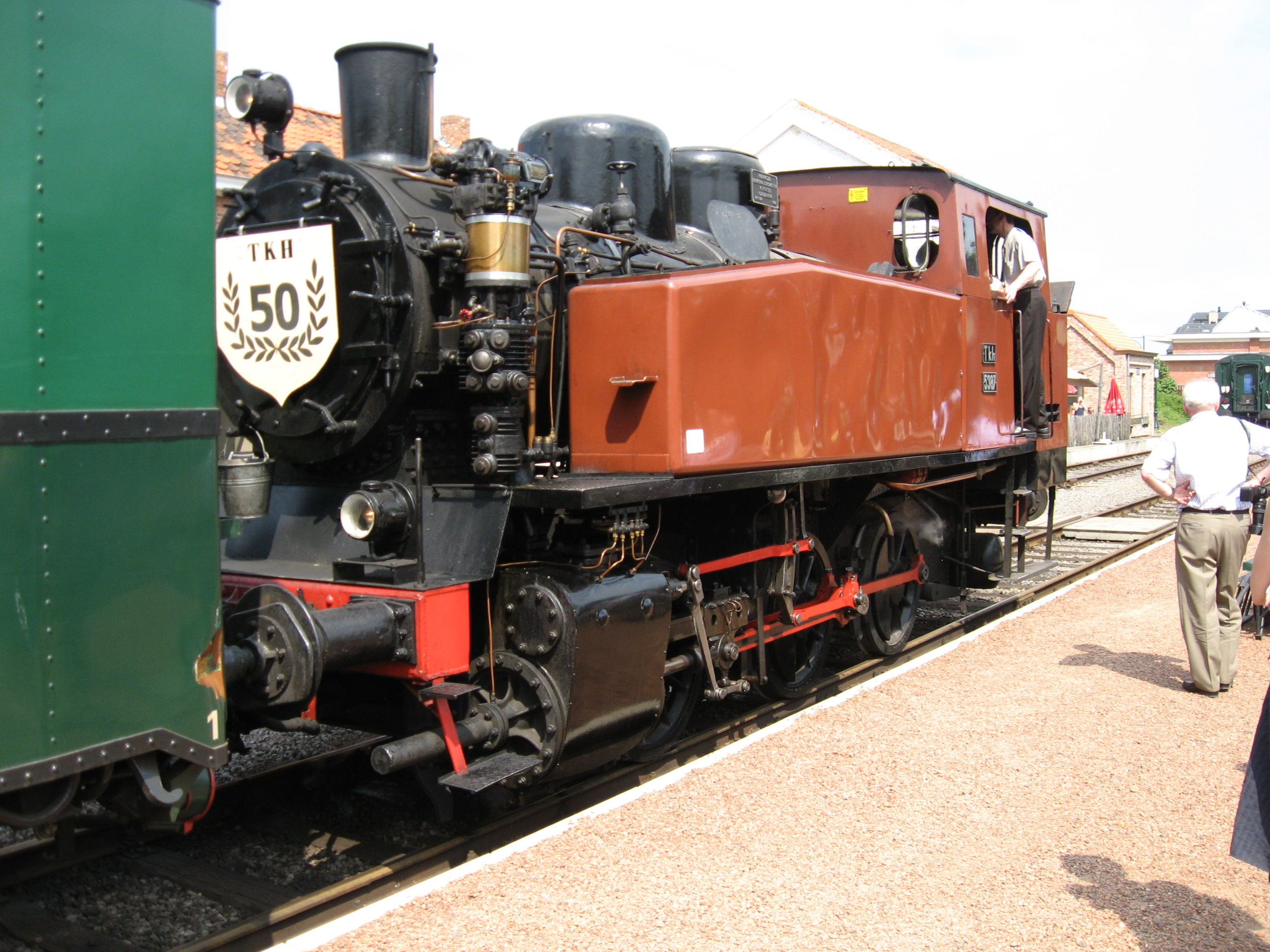
TKh 5387 w Belgii

Po 1990 roku przynajmniej 9 parowozów tego typu zostało sprzedanych jako eksponaty lub na koleje turystyczne za granicę, głównie do Wielkiej Brytanii, między innymi:
- TKh49 nr 4015 "Karel", rok prod. 1947. Fablok. Lokalizacja - Bitton, Wielka Brytania, parowóz używany na turystycznej kolei Avon Valley Railway[13].
- TKh nr 5374, rok prod. 1959, użytkowana od 1959 roku do końca lat 80. XX w. w Hucie im. Marcelego Nowotki w Ostrowcu Świętokrzyskim, od 1992 w Wielkiej Brytanii (Plymouth)[12].